# Aglotingis
Aglotingis is een geslacht van wantsen uit de familie van de Tingidae (Netwantsen). Het geslacht werd voor het eerst wetenschappelijk beschreven door Drake in 1954.

## Soorten
Het genus bevat de volgende soorten:

- Aglotingis affinis Schouteden, 1955
- Aglotingis basilewskyi Schouteden, 1955
- Aglotingis nimbana Drake, 1954